# Дирби (крепость)
Крепость Дирби (груз.: დირბის ციხე) — средневековая грузинская крепость на окраине села Дирби в Карельском муниципалитете, принадлежавшая княжескому роду Багратион-Давитишвили. Входила в княжество Садавитишвило.

## История
Первые упоминания о крепости относятся к XV веку.
Первым задокументированным владельцем крепости Дирби является либо царевич Деметре Багратиони (Твалдамцари; ум. ок. 1511—1513), либо его сын, князь Давид Багратион-Давитишвили (ум. ок. 1540) правнук последнего царя Грузии Георгия VIII, представитель боковой отрасли царской династии Грузии. Царь Картли Луарсаб I Багратиони пожаловал эту крепость Давиду за хорошую службу Картлийскому царству, обустроить крепость Давиду помогали князья из родов Палавандишвили и Цицишвили. Однако милость царя Луарсаба сменилась гневом на его сына, князя Рамаза. По наущению кахетинского царя, опасавшегося претензий на кахетинский престол, в результате чего царь Картли велел разрушить крепость Дирби, при осаде присутствовал князь Мухрани. Рамаз бежал в Имеретинское царство, где женился на дочери царя Имеретии Баграта III, который осыпал многими почестями Рамаза. Как указывал хронист Парсадан Горгиджанидзе,
Имеретинский царь выдал за Рамаза дочь. Во всей Картли и Имерети не было мужчины лучше его. И царское приданое получил хорошее, и в Самцхе дали ему имения.Парсадан Горгиджанидзе, повествование о потомках ослепленного
Позднее князьям Багратион-Давитишвили удалось вернуть себе эту крепость за счет укрепления отношений с царским домом Багратионов из Картли. Во времена князя Элизбара Багратион-Давитишвили крепость служила опорой для войн с мятежной картлийской аристократией, которая противилась власти царя Ростом-хана, стремившегося объединить раздробленные Грузинские царства и княжества в единое государство.
В результате многочисленных войн внутри раздробленного Грузинского царства, крепость неоднократно подвергалась осадам. В конечном счете, почти полностью была разрушена в результате османского нашествия в Картлийское царство в период правления османского ставленника, царя Иессе.
В 1745 году в крепости ненадолго укрывались леки, спускавшиеся с гор грабить грузинские поселения (см. лекианоба), однако вскоре были разгромлены объединёнными войсками Картлийского и Кахетинского царства, царями Теймуразом II и его сыном, Ираклием II.
В 1753 году леки вновь спустились в Грузию, однако крепость Дирби помогла царю Ираклию II спасти население от пленения и грабежей.
В 1783 году по приказу царя Ираклия II были разделены царские округа Картли на три места для борьбы с леками; четвёртое место он отнес к деревням, прилегающим к деревне Дирби, что показывает большое стратегическое значение тамошней крепости.

## Описание крепости

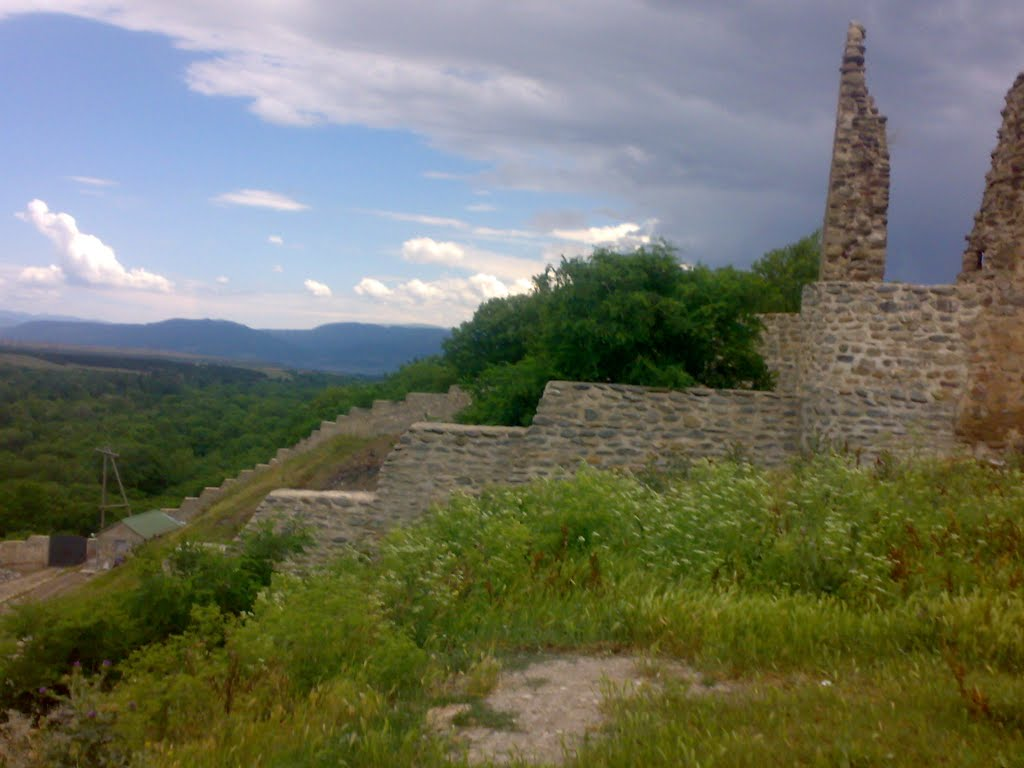
Стены крепости Дирби

Крепость построена из булыжника. Вытянутая форма зала в крепости (29,7×9,6 м) интенсивно застроена. На узких концах крепости находится одна башня. Единственный вход во двор был с востока.
В стенах первого этажа трехэтажного здания сохранились только окна, а в стенах двух верхних этажей — окна, бойницы и камины. Таким образом, здание было одновременно и жилым, и специализированным для обороны. Толщина стен составляет 1 м. Восточная стена укреплена снаружи тремя контрсилами.
Северная четырёхугольная башня пятиэтажная. Она сохранилась лучше остальных частей крепости. Первый этаж представляет собой внушительную вспомогательную кладовую. Половина этого этажа относится к первым трем слоям, остальная часть затем возвышается. Первый, второй и третий этажи башни имеют вход отдельно со двора. Эти этажи оборудованы бытовыми элементами, также имеют бойницы. На пятом этаже также есть бойницы. Крепость имеет высокие стены.
Малая башня (4×5 м) полукруглая; она сильно повреждена, частично сохранились три этажа. На всех этажах есть окна и бойницы, а на втором этаже присутствует камин.